# Rio Apucaraninha
Der Rio Apucaraninha ist ein etwa 95 km langer linker Nebenfluss des Rio Tibaji im Norden des brasilianischen Bundesstaats Paraná.

## Etymologie und Geschichte
Apucaraninha ist die Verkleinerungsform von Apucarana. Der Flussname bedeutet somit kleiner Rio Apucarana.

## Geografie

### Lage
Das Einzugsgebiet des Rio Apucaraninha befindet sich auf dem Terceiro Planalto Paranaense (Dritte oder Guarapuava-Hochebene von Paraná). Erst kurz vor seiner Mündung in den Rio Tibaji stürzt er über die Steilflanke der Serra do Cadeado auf den Segundo Planalto Paranaense (Zweite oder Ponta-Grossa-Hochebene von Paraná) hinab.

### Verlauf
Sein Quellgebiet liegt im Munizip Mauá da Serra auf 1.056 m Meereshöhe in der Serra da Apucarana etwa 1 km östlich des Stadtgebiets an der BR-376 (Rodovia do Café).
Der Fluss verläuft für etwa 25 km in nördlicher Richtung. Etwa 7 km unterhalb seines Ursprungs erreicht er bei der rechtsseitigen Einmündung des Rio Valêncio die Grenze zum Munizip Tamarana, die er von hier an markiert. Nach weiteren 3 km verlässt er das Munizip Mauá da Serra endgültig und bildet von hier an die östliche Grenze des Munizips Marilândia do Sul. Nach 14 km beginnt das Munizip Londrina. Hier wendet er sich in 434 m Höhe nach Osten. Er ist etwa 95 km lang.

### Munizipien im Einzugsgebiet
Am Rio Apucaraninha liegen die vier Munizipien Mauá da Serra, Tamarana, Marilândia do Sul und Londrina.

### Terras Indígenas
Südlich des Unterlaufs liegt die Reserva Indígena Apucarana. Sie erstreckt sich zwischen dem Rio Apucarana im Südosten, dem Rio Tibaji im Osten und dem Rio Apucaraninha im Norden. Gemäß der Datenbank der indigenen Territorien des Instituto Socioambiental leben hier um die 1.750 Menschen vom Volk der Kaingang (Stand: 2014).
| Terra indígena | Völker   | Bewohner | Fläche (km²) | Bewohner pro km² | Kategorie        |
| -------------- | -------- | -------- | ------------ | ---------------- | ---------------- |
| RI Apucarana   | Kaingang | 1.752    | 56,27        | 31,1             | Reserva Indígena |

### Wasserfall

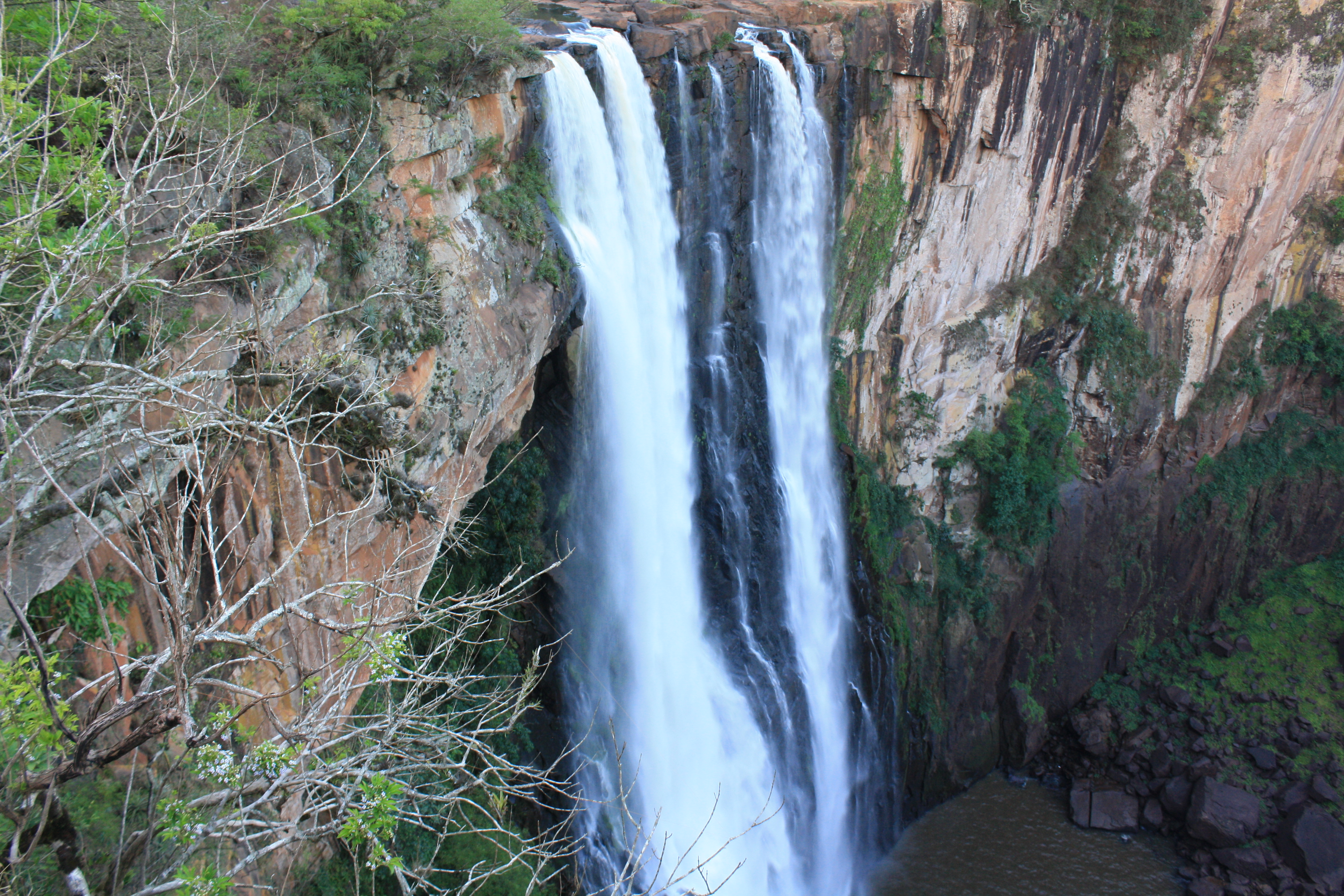
Salto do Apucaraninha

Kurz bevor er den Rio Tibaji erreicht, fallt der Fluss im Salto do Apucaraninha 116 m in die Tiefe.

## Wasserkraftwerk
Etwa 1,5 km oberhalb seiner Mündung wird der Fluss für das Wasserkraftwerk Usina Hidrelétrica Apucaraninha aufgestaut. Das 1949 errichtete Kraftwerk dient mit einer Leistung von 10 MW der Versorgung der Stadt Londrina. Das Kraftwerk nutzt den Höhenunterschied des Apucaraninha-Wasserfalls. Zwei Stauseen sind Teil der Anlage, wobei der kleinere nur wenig oberhalb des Kraftwerks liegt. Die größere Represa do Fiú liegt 6 km stromaufwärts und dient der Regulierung des Wasserzulaufs.